# Мартынов, Михаил Николаевич
Михаил Николаевич Мартынов (1 [13] октября 1889; Архангельск — 5 апреля 1970; Ленинград) — советский историк. Доктор исторических наук, профессор Ленинградского университета. Специалист по истории России XVIII века, Пугачёвского восстания, истории горнозаводской промышленности, проблем истории первобытного общества.

## Биография
До революции и вплоть до 1922 года — видный деятель партии эсеров в Вологодской губернии.
С 1923 года — управляющий архивом земледелия, уделов и дворцов в Ленинградском отделении Центрального архива. С 1930 года — доцент, затем профессор Ленинградского историко-лингвистического института. В 1932 году был отстранён от работы решением партбюро ЛИЛИ за то, что рекомендовал своим студентам использование «явно контрреволюционной литературы (Платонов и Иловайский)». С 1934 года — старший специалист Историко-археографического института Академии наук СССР.
В 1938 году арестован по делу историков А. Н. Шебунина, С. И. Ковалёва, Я. М. Захера. Сначала дал признательные показания, от которых отказался вместе с остальными подсудимыми 14 сентября 1939, в первый день заседания военного трибунала Ленинградского военного округа. В ходе судебного разбирательства подсудимые рассказали о применявшихся по отношению к ним пытках. 24 января 1940 следственные действия в отношении Мартынова и ряда других подсудимых были прекращены, а сами они отпущены на свободу.
Выйдя на свободу, работал доцентом в Вологодском педагогическом институте. С 1945 года — доцент, затем профессор Ленинградского педагогического института. Вновь арестован в 1950 году, осужден на 10 лет, вышел на свободу после смерти Сталина. В 1967 году защитил степень доктора исторических наук с работой по теме «Горнозаводской Урал накануне Великой крестьянской войны 1773—1775 годов».

## Публикации
- Пугачёвское движение на заводах Прикамского края // Крепостная Россия. Сборник статей. — Л.: Прибой, 1930. — 268 с.
- Восстание Емельяна Пугачёва. Сборник документов. — Л.: Государственное социально-экономическое издательство — Ленинградское отделение, 1935. — 214 с.
- Разложение родового строя на территории Верхнего Поволжья // Известия Академии наук СССР. Отделение общественных наук. 1938. № 1—2. С. 161—180.
- Промышленность России в эпоху Петра Первого в исторической литературе. Л., 1947. 238 с.
- Горнозаводская промышленность на Урале при Петре I. — Свердловск: Свердловское областное государственное издательство, 1948. — 148 с.
- Саткинский завод во время восстания Пугачёва // Исторические записки, 1956.
- Пугачёвский атаман Иван Белобородов. — Пермь: Пермское книжное издательство, 1958. — 60 с. — (Замечательные люди Прикамья).
- Воскресенский завод в Крестьянской войне 1773—1775 гг. // Исторические записки, 1967.